# Équipe d'Argentine des moins de 20 ans de football
Maillots
L'équipe d'Argentine de football des moins de 20 ans est constituée par une sélection des meilleurs joueurs argentins de moins de 20 ans, sous l'égide de l'AFA. L'équipe est affiliée à la CONMEBOL.

## Histoire
Cette équipe est la nation qui a gagné le plus de coupes du monde dans sa catégorie d'âge (six fois).
La  plupart des meilleurs joueurs supérieurs argentins sont passés par les équipes de jeunes dont celle des moins de 20 ans tels que Pablo Aimar, Javier Saviola, Esteban Cambiasso, Carlos Tévez, Javier Mascherano, Mauro Zárate, Fernando Gago, Sergio Agüero, Lionel Messi, Angel Di Maria ou Diego Maradona lui-même. De nos jours, on compte par exemple Esequiel Barco dans l'équipe des moins de 20 ans argentin.

## Sélection actuelle
Les joueurs suivants disputeront les Jeux sud-américains de 2022 en octobre 2022.
Gardiens
- Federico Gomes Gerth
- Franco Herrera

Défenseurs
- Ulises Ciccioli
- Leandro Figueredo
- Francisco Marco
- Tomás Palacios
- Thiago Schiavulli
- Tomás Silva

Milieux
- Axel Encinas
- Maximiliano González
- Lautaro López
- Agustín Rodríguez

Attaquants
- Lucas Besozzi
- Juan Gauto
- Alex Luna
- Lautaro Ovando
- Jeremías Pérez Tica

## Bilan dans les compétitions internationales

### En coupe du monde
| Année | Round         | J             | G             | N             | D             | BP            | BC            |               |
| ----- | ------------- | ------------- | ------------- | ------------- | ------------- | ------------- | ------------- | ------------- |
| 1977  | Non qualifiée | Non qualifiée | Non qualifiée | Non qualifiée | Non qualifiée | Non qualifiée | Non qualifiée | Non qualifiée |
| 1979  | Champion      | 6             | 6             | 0             | 0             | 20            | 2             |               |
| 1981  | 1er tour      | 3             | 1             | 1             | 1             | 3             | 3             |               |
| 1983  | Finaliste     | 6             | 5             | 0             | 1             | 13            | 2             |               |
| 1985  | Non qualifiée | Non qualifiée | Non qualifiée | Non qualifiée | Non qualifiée | Non qualifiée | Non qualifiée | Non qualifiée |
| 1987  | Non qualifiée | Non qualifiée | Non qualifiée | Non qualifiée | Non qualifiée | Non qualifiée | Non qualifiée | Non qualifiée |
| 1989  | 1/4 finale    | 4             | 1             | 0             | 3             | 3             | 4             |               |
| 1991  | 1er tour      | 3             | 0             | 1             | 2             | 2             | 6             |               |
| 1993  | Non qualifiée | Non qualifiée | Non qualifiée | Non qualifiée | Non qualifiée | Non qualifiée | Non qualifiée | Non qualifiée |
| 1995  | Champion      | 6             | 5             | 0             | 1             | 12            | 3             |               |
| 1997  | Champion      | 7             | 6             | 0             | 1             | 15            | 7             |               |
| 1999  | 2d tour       | 4             | 1             | 1             | 2             | 2             | 5             |               |
| 2001  | Champion      | 7             | 7             | 0             | 0             | 27            | 4             |               |
| 2003  | Demi-finale   | 7             | 5             | 0             | 2             | 12            | 8             |               |
| 2005  | Champion      | 7             | 6             | 0             | 1             | 12            | 5             |               |
| 2007  | Champion      | 7             | 6             | 1             | 0             | 16            | 2             |               |
| 2009  | Non qualifiée | Non qualifiée | Non qualifiée | Non qualifiée | Non qualifiée | Non qualifiée | Non qualifiée | Non qualifiée |
| 2011  | 1/4 finale    | 5             | 3             | 2             | 0             | 6             | 1             |               |
| 2013  | Non qualifiée | Non qualifiée | Non qualifiée | Non qualifiée | Non qualifiée | Non qualifiée | Non qualifiée | Non qualifiée |
| 2015  | 1er tour      | 3             | 0             | 2             | 1             | 4             | 5             |               |
| 2017  | 1er tour      | 3             | 1             | 0             | 2             | 6             | 5             |               |
| 2019  | 1/8 finale    | 4             | 2             | 1             | 1             | 10            | 6             |               |
| 2023  | 1/8 finale    | 3             | 3             | 0             | 1             | 10            | 3             |               |
| 2025  | Qualifié      | -             | -             | -             | -             | -             | -             |               |
| Total | 18/24         | 82            | 55            | 9             | 18            | 163           | 68            |               |

## Palmarès
- Coupe du Monde de football des moins de 20 ans
  -  Vainqueur en 1979, 1995, 1997, 2001, 2005 et 2007
  -  Finaliste en 1983

- Championnat de la CONMEBOL de football des moins de 20 ans
  -  Vainqueur en 1967, 1997, 1999, 2003 et 2015
  -   Finaliste en 1958, 1979, 1991, 1995, 2001, 2007, 2019 et 2025
  -  Troisième en 1971, 1975, 1981, 1983, 1987, 1988, 2005 et 2011
- Tournoi de Toulon
  - Vainqueur : 1975 et 1998  
  - Finaliste : 1993 1999  
  - Troisième : 2003 et 2009

## Récompenses personnelles
En plus des nombreuses victoires finales, certains joueurs ont également remporté des récompenses individuelles, lors des Coupes du monde U-20 :
| Année | Ballon d'or    | Soulier d'or   |
| 1979  | Diego Maradona | Ramón Díaz     |
| 2001  | Javier Saviola | Javier Saviola |
| 2005  | Lionel Messi   | Lionel Messi   |
| 2007  | Sergio Agüero  | Sergio Agüero  |
| ----- | -------------- | -------------- |